# A Luz (jornal)
Luz:  jornal académico e literário,  publicado em Lisboa critica os governos “que tratam de tudo menos das coisas da instrução e seus ensinamentos”, esquecendo “o maior cancro roedor da humanidade – a ignorância"; o seu lema era:  “o sol da instrução, a luz que redime os povos”. A propriedade do jornal cabia a António Ferreira Júnior (também redator).